# Teatre Auditori de Granollers
El Teatre Auditori de Granollers és un complex teatral situat al carrer Torras i Bages, núm. 50, de Granollers, al Vallès Oriental. Va ser inaugurat el 15 de febrer de 2002 i és obra de l'arquitecte Josep Maria Botey. Té dues sales: la sala Gran amb capacitat per a 700 espectadors i la sala Petita, per a 221.